# ینی‌چیفتلیک
ینی‌چیفتلیک (به ترکی استانبولی: Yeniçiftlik) شهری است در کشور ترکیه که در استان تکیرداغ واقع شده‌است. جمعیت این شهر بر اساس سرشماری سال ۲۰۰۸ میلادی ۷٬۰۶۳ نفر و بر اساس برآوردهای سال ۲۰۰۹ میلادی ۸٬۴۷۶ نفر می‌باشد.